# 万银国际

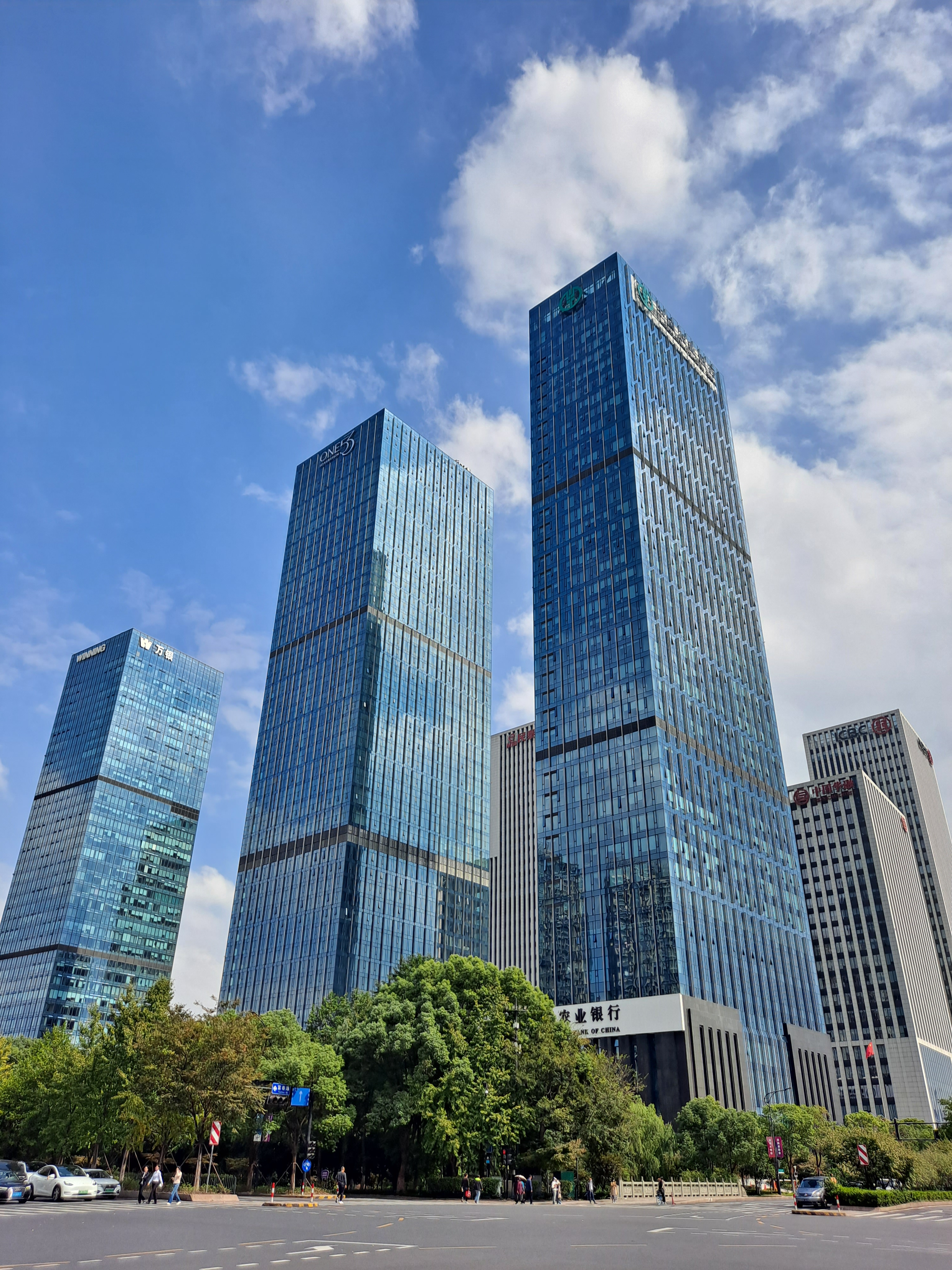
万银国际一期（左侧1幢）、二期（右边2幢）

万银国际是位于杭州市钱江新城的三座高端商业综合大厦，位于庆春东路与富春路交叉口。

## 简介
总建筑面积28万平米。
万银国际一期大厦41层写字楼——万银大厦于2007年6月22日正式开工，2010年竣工，总建筑面积近10万平米，41层高180米。项目二期——万银双子中心A座、B座于2008年底开工，2011年竣工，均44层高200米。